# Elijah Paine
Elijah Paine, född 21 januari 1757 i Brooklyn, Connecticut, död 28 april 1842 i Williamstown, Vermont, var en amerikansk jurist och politiker (federalist). Han representerade delstaten Vermont i USA:s senat 1795–1801.
Paine utexaminerades 1781 från Harvard. Han studerade sedan juridik och inledde sin karriär som advokat i Republiken Vermont. Vermont blev 1791 USA:s 14:e delstat och Paine tjänstgjorde som domare i delstatens högsta domstol 1791–1795.
Paine efterträdde 1795 Stephen R. Bradley som senator för Vermont. Han avgick den 1 september 1801 och efterträddes av företrädaren Bradley. Paine tjänstgjorde sedan som federal domare.
Paines grav finns på West Hill Cemetery i Williamstown. Sonen Charles Paine var guvernör i Vermont 1841–1843.